# Aldanskij ulus
L'Aldanskij ulus è un ulus (distretto) della Repubblica Autonoma della Jacuzia-Sacha, nella Russia siberiana orientale; il capoluogo è la città di Aldan.
Confina con gli ulus di Changalasskij e Amginskij a nord, Olëkminskij ad ovest, Ust'-Majskij a nordest; ad oriente confina per un lungo tratto con il kraj di Chabarovsk, mentre a sud condivide un confine con il territorio urbano (con status di divisione amministrativa di secondo grado) della città di Nerjungri.
Si estende nella parte meridionale della repubblica, su parte del bacino del fiume omonimo; oltre al capoluogo, altri centri importanti sono Tommot, Nižnij Kuranach, Leninskij e Lebednyj.